# Neuer Annenfriedhof

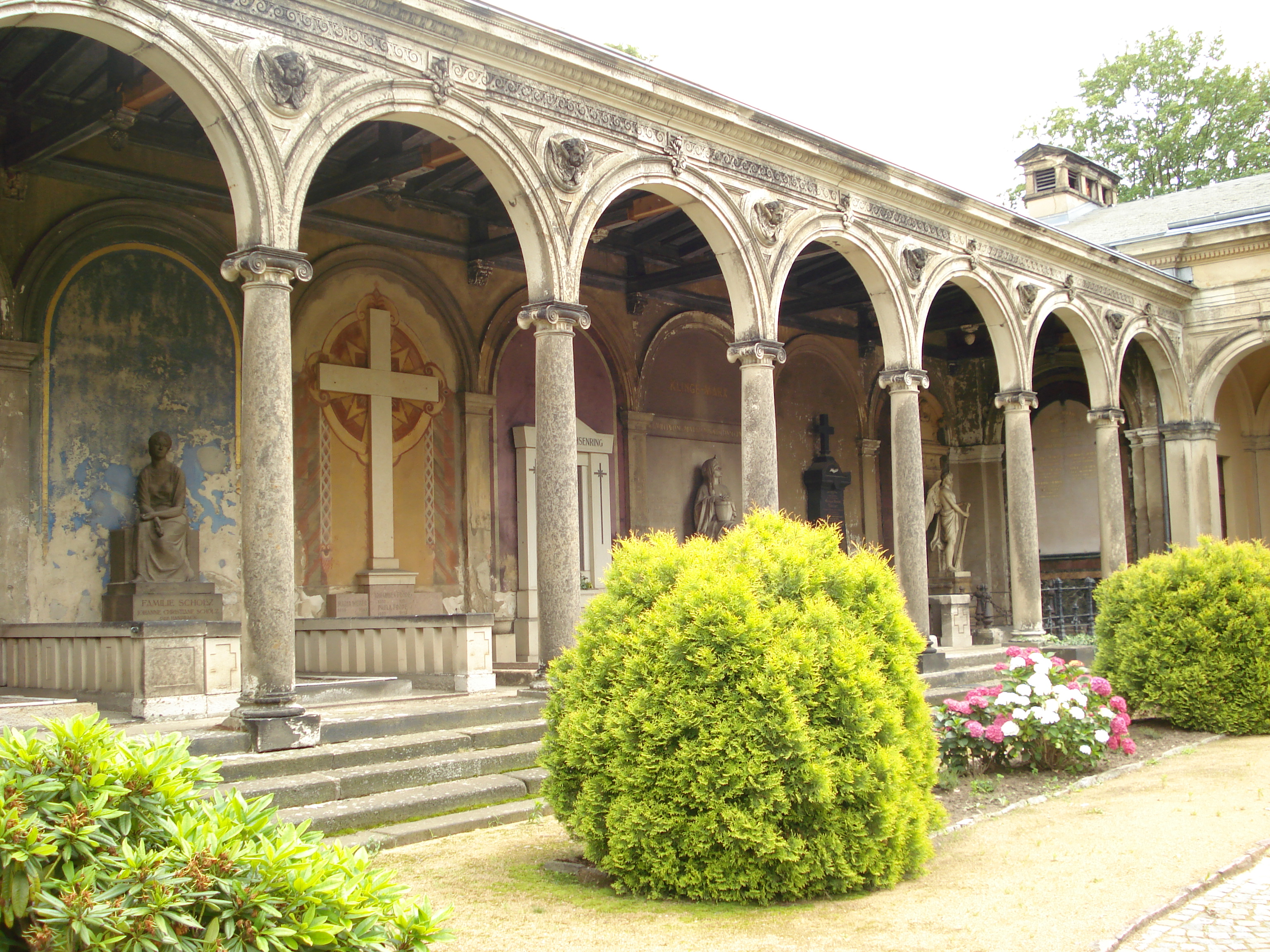
Arkadengänge der Eingangsanlage mit Erbbegräbnissen des gehobenen Bürgertums

Der Neue Annenfriedhof ist ein Friedhof im Dresdner Stadtteil Löbtau, der unter Denkmalschutz steht. Mit dem Alten Annenfriedhof in der Dresdner Südvorstadt gehört er zum Verband der Annenfriedhöfe Dresden. 

## Geschichte

### Die Annenfriedhöfe

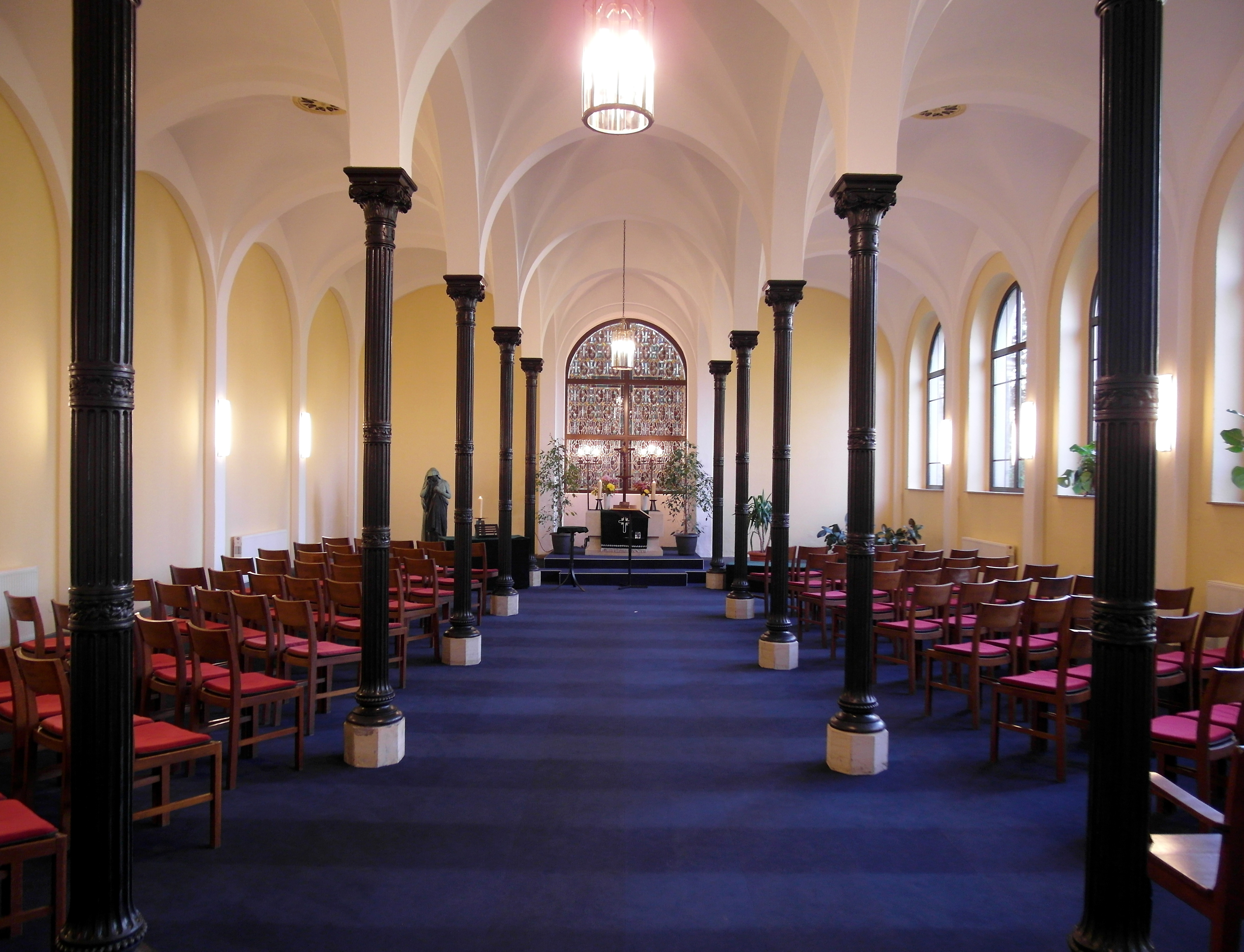
Neuer Annenfriedhof, Feierhalle Westflügel

Der Neue Annenfriedhof ist der vierte Annenfriedhof der Stadt Dresden. Der erste Annenfriedhof wurde 1578 um die Annenkirche als Annenkirchhof angelegt und bis zum Ende des 18. Jahrhunderts genutzt. Im Jahr 1828 erfolgte die Schließung des ersten Annenfriedhofs. Bereits 1712 war unweit der Annenkirche am heutigen Sternplatz der zweite Annenfriedhof eingeweiht worden, auf dem in den folgenden Jahren Grüfte errichtet worden. Er besaß zahlreiche künstlerisch wertvolle Gräber und wurde auch zu einem Ort für Grabsteine des bis 1727 säkularisierten Frauenkirchhofs. Eine Besonderheit des zweiten Annenfriedhofs war zudem, dass er sämtlichen Scharfrichtern Dresdens als letzte Ruhestätte diente. Es fanden sich zudem die Gräber der Kreuzkantoren Johann Christoph Petritz und Basilius Petritz, sowie des Begründers der Blindenbildung in Sachsen, Emanuel Gottlieb Flemming, auf dem Friedhof. Der zweite Dresdner Annenfriedhof wurden 1854 wegen Platzmangels geschlossen und bis 1914 säkularisiert.
Der dritte Annenfriedhof, heute als „Alter Annenfriedhof“ bezeichnet, wurde 1848 geweiht und ist noch heute in Betrieb. Auf ihm fanden ausgewählte Grabplastiken des zweiten Annenfriedhofs ihren neuen Standort. Er beherbergt zahlreiche Grabstätten bekannter Persönlichkeiten, wie Julius Schnorr von Carolsfeld, Emil Devrient, Pauline Ulrich, Gustav Anton Zeuner und Johann Karl Ulrich Bähr. Trotz einer Erweiterung im Jahr 1863 wurde der Alte Annenfriedhof für die Annengemeinde bald zu klein, sodass am 23. Juni 1875 der Neue Annenfriedhof an der Wilsdruffer Chaussee, heute Kesselsdorfer Straße, geweiht wurde. Die ersten Bestattungen fanden am 8. Juli 1875 statt.

### Der Neue Annenfriedhof

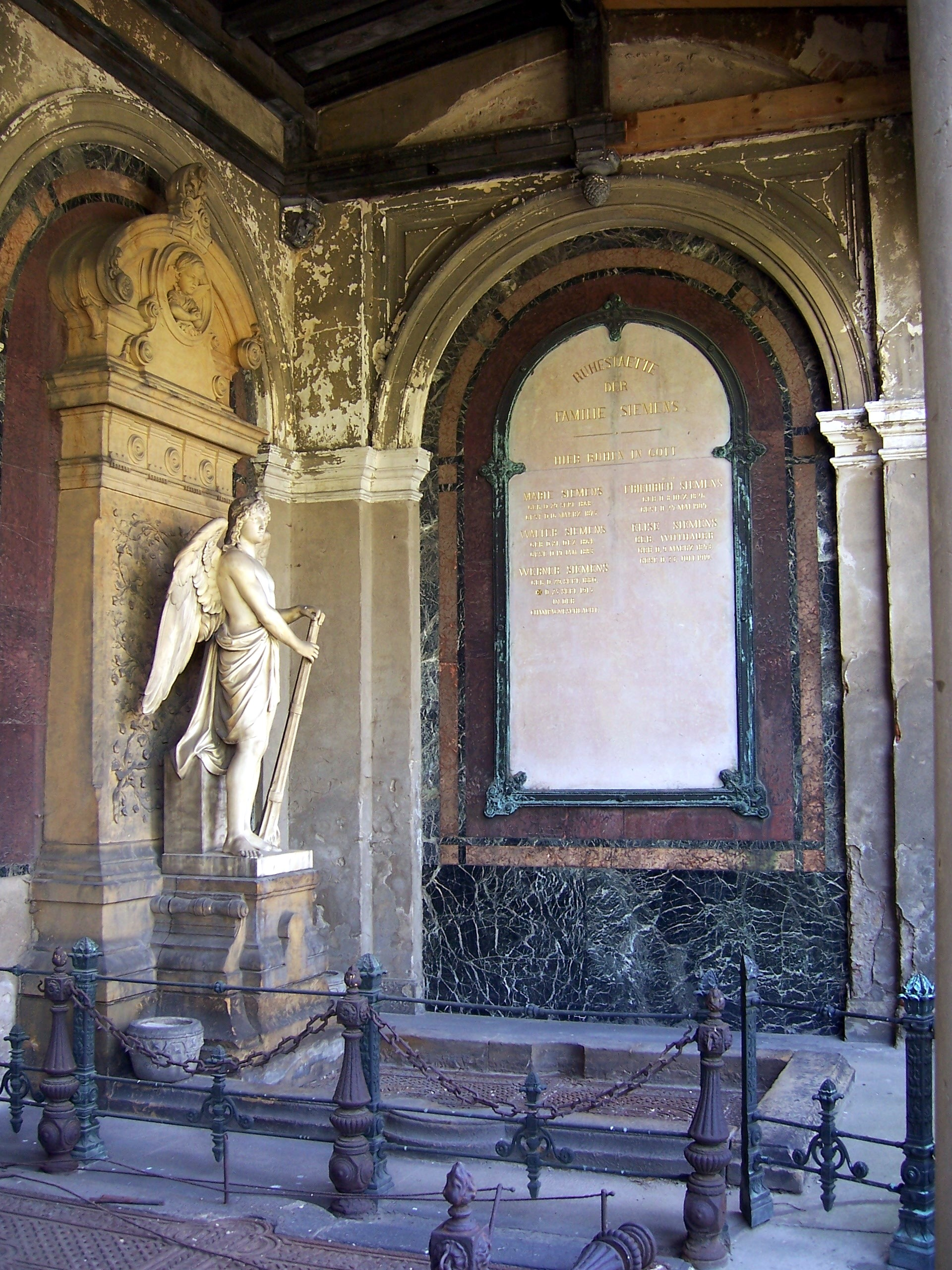
Grab von Friedrich Siemens

Der Neue Annenfriedhof gilt als erster Friedhof Dresdens, „auf dem gartenkünstlerische ästhetische Interessen in [großem] Ausmaß umgesetzt wurden.“ Der zum Zeitpunkt seiner Einweihung größte Friedhof der Stadt wurde von Gartenarchitekt Max Bertram als regelmäßig gestaltete Parkanlage konzipiert. Als Einfriedung des Geländes diente Weißdorn, hunderte Linden, Ahornbäume und Ulmen sollten nach neuen hygienischen Erkenntnissen die Luft reinigen. Der Neue Annenfriedhof wurde am 23. Juni 1875 geweiht, die erste Beerdigung fand am 8. Juli 1875 statt. Obwohl der Friedhof Platz für 44.000 Grabstellen bietet, wurden von Beginn an aufgrund der Anlage als Parkanlage weniger als die Hälfte der möglichen Stellen tatsächlich als Gräber angelegt.

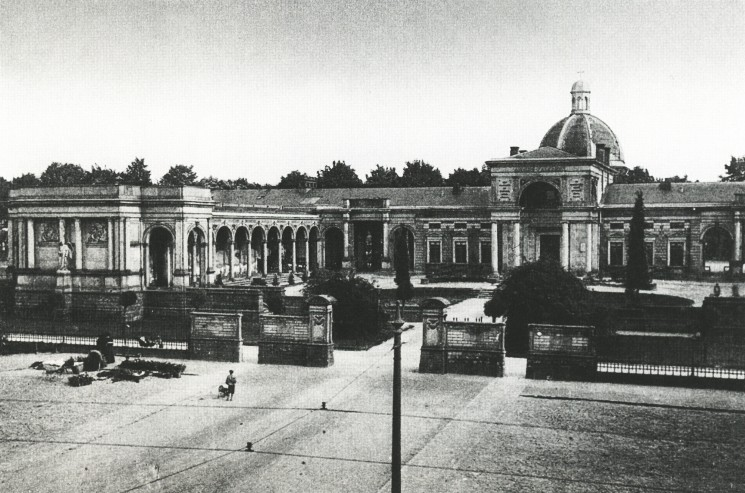
Eingangsanlage des Neuen Annenfriedhofs um 1900

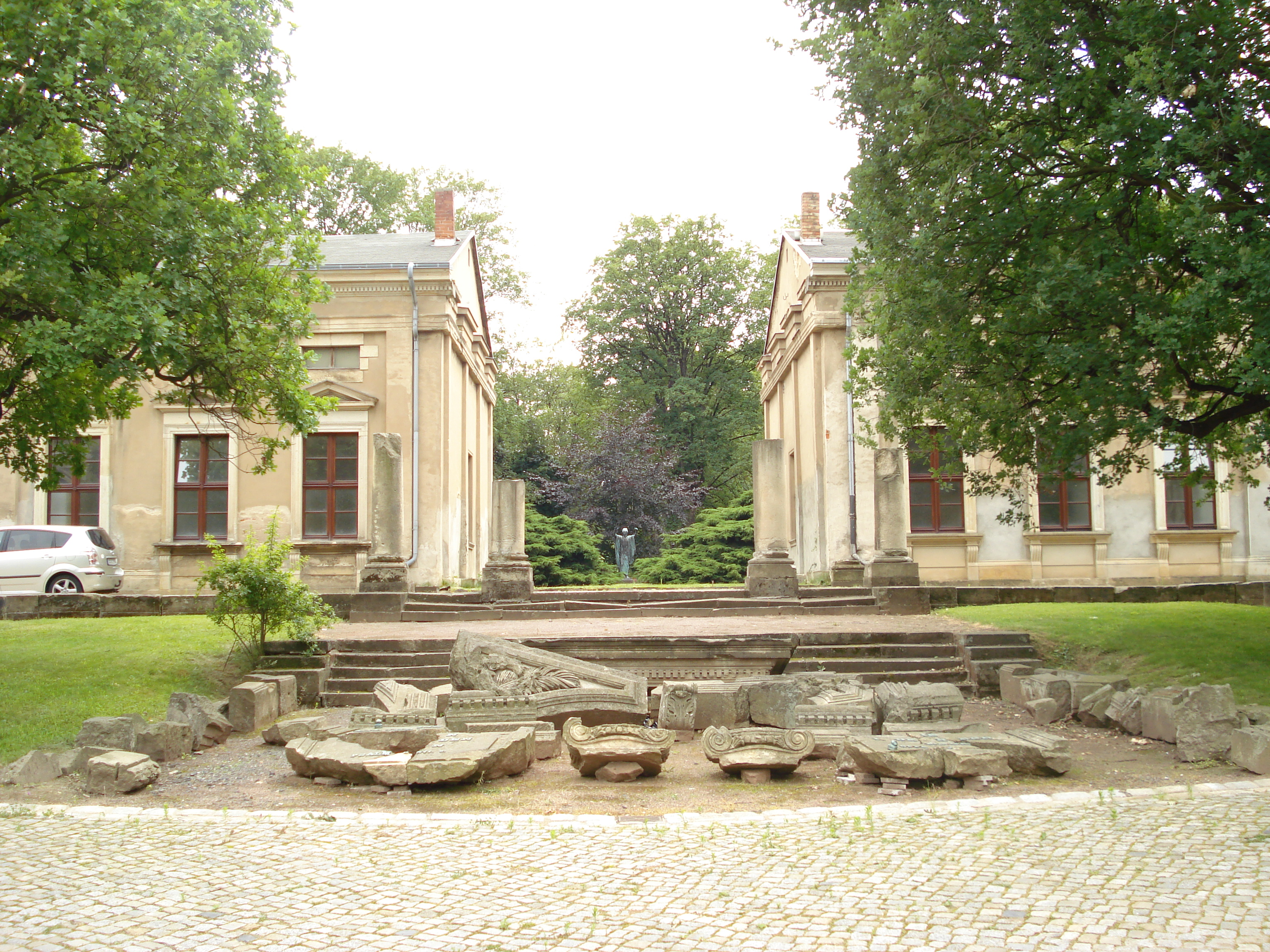
Eingangsanlage heute

Die Besonderheit des Neuen Annenfriedhofs liegt in seiner monumentalen Eingangsgestaltung, die sich an der italienischen Camposanto-Architektur orientierte, nach der die Eingangsbereiche auf dem Monumentalfriedhof Staglieno in Genua, der Friedhofsanlage Camposanto Monumentale in Pisa und dem Cimitero Monumentale in Mailand konzipiert waren. In Deutschland besaß um 1875 nur der Alte Südfriedhof in München einen vergleichbaren Eingangsbereich. 
Die Anlage wurde von 1875 bis 1878 erbaut und am 17. März 1878 eingeweiht. Im Zentrum der von Architekt und Semper-Schüler Robert Wimmer im Stil der Neorenaissance konzipierten Anlage befand sich ein 20 Meter hoher, monumentaler Kuppelbau, der die Trauerhalle beherbergte. Er war reich verziert mit „Säulen, Pilastern, decorirten Gesimsen, plastischen Ornamenten und Malereien“ und enthielt unter anderem das Gemälde Himmlisches Jerusalem von Julius Schnorr von Carolsfeld. An den Kuppelbau schlossen sich zu beiden Seiten Arkadengänge mit Säulenhallen an, in denen sich insgesamt 22 Grüfte befanden. Sie wurden vom gehobenen Bürgertum Dresdens bevorzugt als repräsentative Grabstätten gewählt. Hier fand zum Beispiel der Techniker Friedrich Siemens, Bruder des Elektrotechnikers Werner von Siemens, seine letzte Ruhestätte. Sein Grabdenkmal eines Genius mit gesenkter Fackel schuf der Bildhauer Johannes Schilling. Schmuckelemente wie der Straßenseite zugewandte Engelsfiguren schuf Gustav Adolph Kietz, vier Reliefs mit Szenen des Sterbens und Auferstehens Christi stammten von Martin Engelke (1852–1932).
Die Kuppelhalle wurde bereits vor den Luftangriffen auf Dresden im Januar 1945 durch einen Bombentreffer zerstört. Die Arkadengänge und Grüfte blieben jedoch erhalten. Der Kuppelbau wurde nicht wiedererrichtet, einzelne Trümmerteile des Baus liegen in ihrer ursprünglichen Anordnung heute im Vorhof der Anlage. Eine neue Feierhalle befindet sich in einem der erhaltenen Seitenflügel. 
Bereits 1897 entstand an der Westseite des Neuen Annenfriedhofs der Friedhof „Friede und Hoffnung“ der Löbtauer Kirchgemeinde. Nach Ende des Zweiten Weltkriegs ging dieser in den Neuen Annenfriedhof auf.
Seit 1998 sind Teile des Neuen Annenfriedhofs teilgeschlossen, das heißt, es werden dort keine neuen Beerdigungen vorgenommen. Eine anonyme Beerdigung ist auf beiden erhaltenen Annenfriedhöfen nicht möglich.
Am 31. Oktober 2017 pflanzten Mitglieder der Ev.-Luth. Kirchgemeinde Frieden & Hoffnung und des Vereins Denk Mal Fort! e. V. auf dem Neuen Annenfriedhof anlässlich des 500. Jahrestags der Reformation eine Luthereiche, die damit zu den Gedenkbäumen in Dresden gehört. Auf einer Fläche von 14,33 Hektar befinden sich etwa 6000 Grabstellen.

## Gräber

### Gedenkstätten

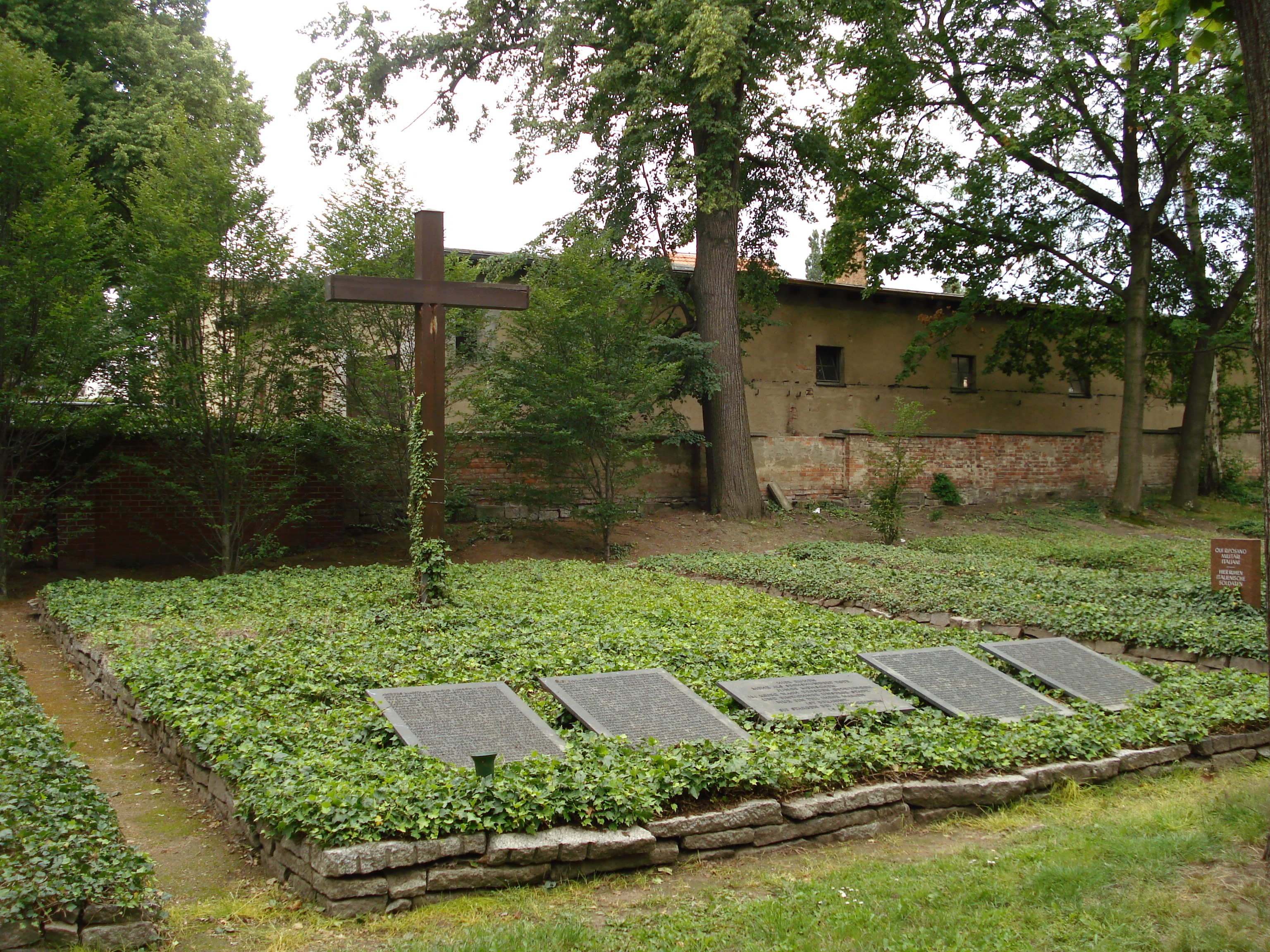
Grabfeld für mehr als 600 Opfer der Luftangriffe auf Dresden

Auf dem Neuen Annenfriedhof befinden sich heute zwei Gedenkstätten für Opfer der beiden Weltkriege, da ursprünglich der Neue Annenfriedhof und der Friedhof „Friede und Hoffnung“ jeweils eine eigene Gedenkstätte eingerichtet hatten und beide Anlagen heute vereint sind. Das Denkmal auf der ehemaligen Anlage „Friede und Hoffnung“ von Ilse Plehn zeigt auf einem Steinsockel einen Verwundeten, über dem ein Soldat kniet. Beidseitig angebrachte Tafeln nennen die Anfangs- und Enddaten beider Weltkriege. Die Gedenkstätte des Neuen Annenfriedhofs ist eine Rondellanlage, auf der erhöht ein Metallkreuz stand. Das Metallkreuz wurde Anfang September 2019 von Metalldieben gestohlen. 
Kurz vor Ende des Zweiten Weltkriegs wurden über 600 Opfer des Luftangriffs auf Dresden am 17. April 1945 in einem Massengrab im südlichen Teil des Neuen Annenfriedhofs beerdigt. Auf diesem Grabfeld erinnern heute ein großes Holzkreuz und eine Inschrift an die Opfer der Luftangriffe. Nur ein Teil der Opfer war namentlich bekannt und wird auf Einzeltafeln genannt. Insgesamt ruhen 924 Bombentote auf dem Neuen Annenfriedhof, die meisten in zwei Grabfeldern. Darunter befinden sich auch 56 bei den Luftangriffen umgekommene Zwangsarbeiter und zwei Kriegsgefangene.

### Gräber bekannter Persönlichkeiten

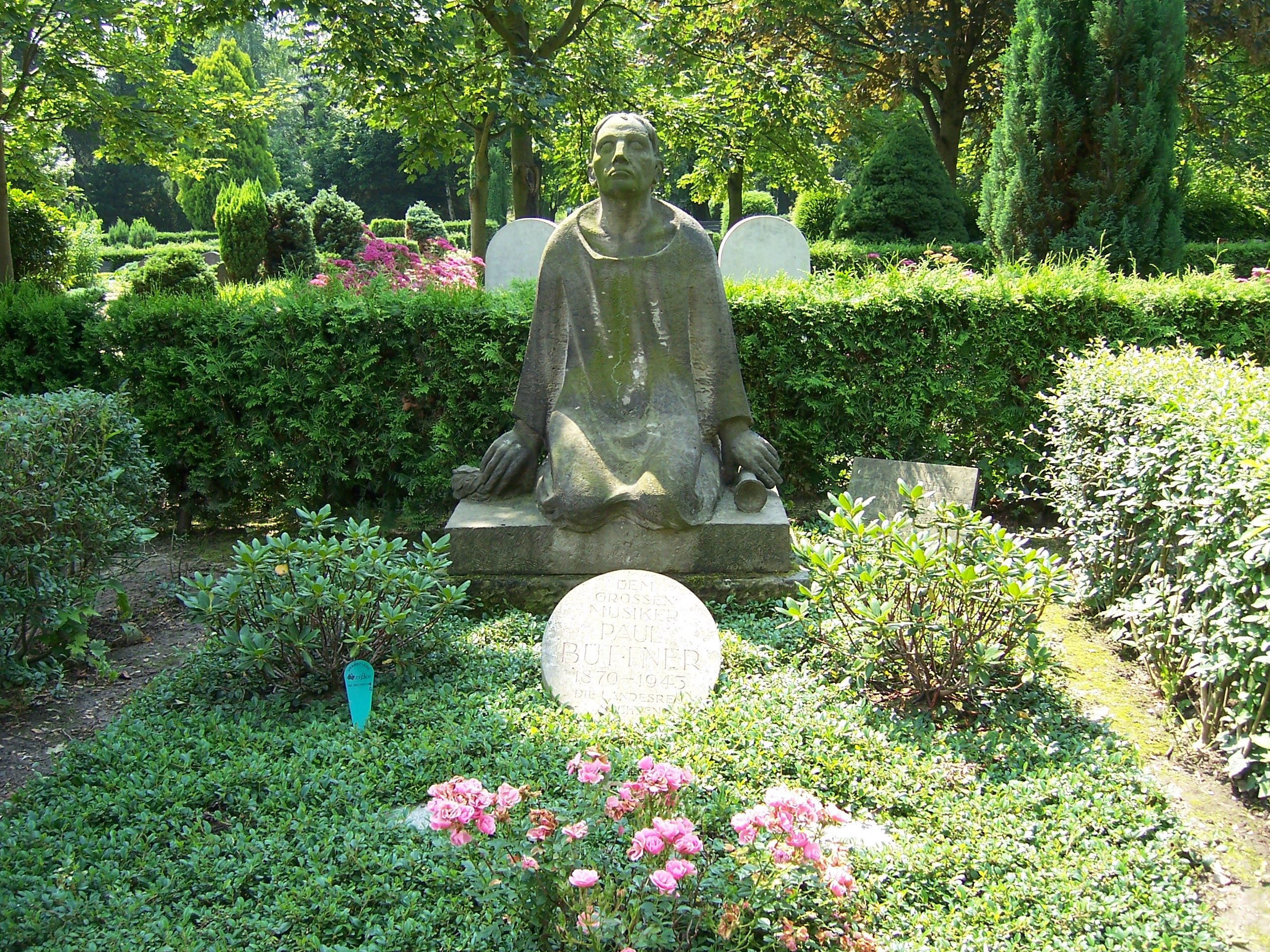
Grab des Komponisten Paul Büttner

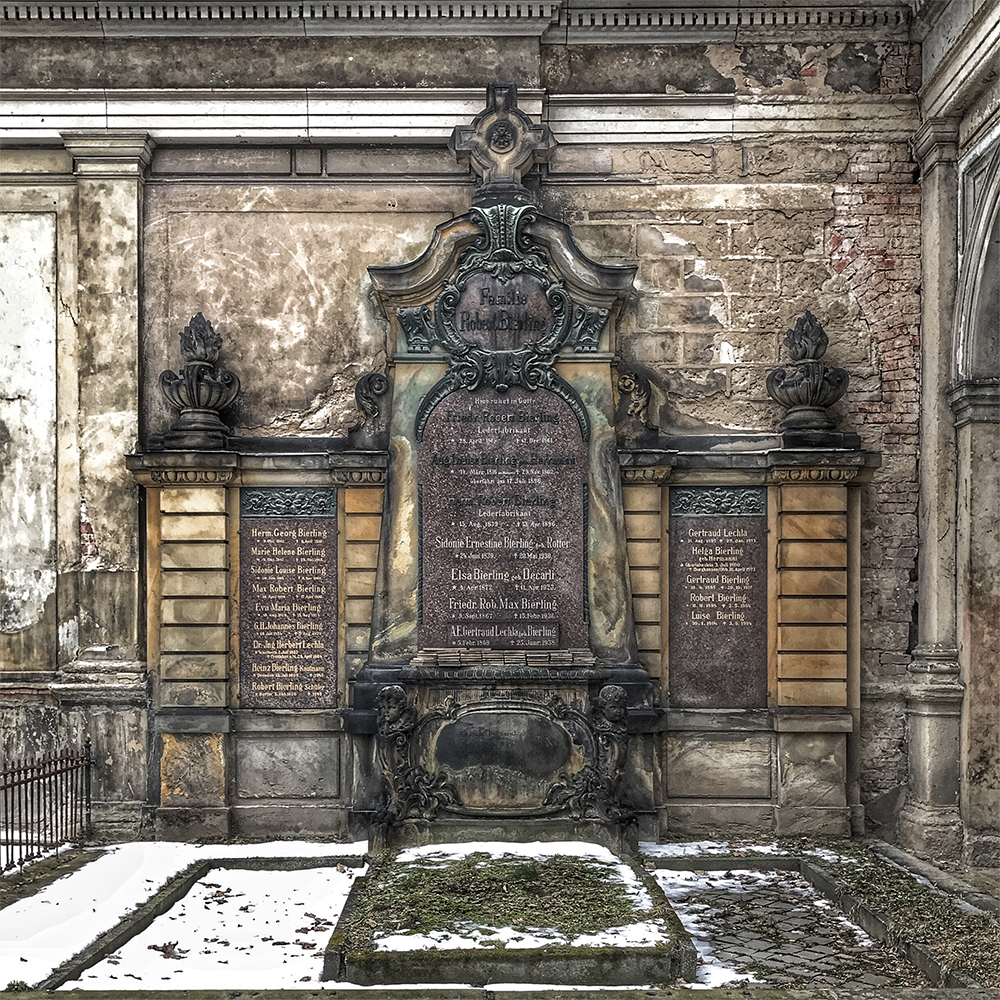
Grabstätte der Familie Robert Bierling

Auf dem Neuen Annenfriedhof befindet sich das Familiengrab des Industriellen Friedrich Siemens. Zahlreiche Mitglieder der Metallgießerfamilie Bierling fanden auf dem Neuen Annenfriedhof ihre letzte Ruhe. Neben Glocken Dresdner Kirchen stammt auch der Dresdner Gänsediebbrunnen, die Brunnen „Stille Wasser“ und „Stürmische Wogen“ von Robert Diez auf dem Albertplatz und das Luther-Denkmal vor der Dresdner Frauenkirche aus ihrer Gießerei. 
Vor dem Neuen Annenfriedhof rechts vom Eingangsbereich befindet sich ein Gedenkstein für den Geologen Abraham Gottlob Werner, der der Begründer der wissenschaftlichen Geologie und Professor an der Bergakademie Freiberg war. In unmittelbarer Nähe des Gedenksteins wurde in der Nacht vom 2. zum 3. Juli 1817 „die sterbliche Hüller Werners unter größter Feierlichkeit an die Vertreter der Bergakademie sowie des Berg- und Hüttenwesens zur Bestattung in Freiberg übergeben.“ Der Gedenkstein, der in seiner Gestaltung an Minerale erinnert, wurde 1818 von der Mineralogischen Gesellschaft zu Dresden gestiftet.
Bekannte Persönlichkeiten, die auf dem Neuen Annenfriedhof bestattet wurden, sind:
- Karl Gustav Ackermann (1820–1901), Politiker
- Roland Adolph (1946–1997), Pfarrer
- Lothar Barke (1926–2010), Trickfilmer
- C. Albert Bierling, Unternehmer
- Rudolf Braune (1907–1932), Schriftsteller
- Paul Büttner (1870–1943), Komponist
- Hermann Friedrich Friedrich (1828–1890), Schriftsteller
- Christian Habicht (1952–2010), Schauspieler
- Ernst Karl Wilhelm Kaps, Klavierfabrikant
- Hermann Reichelt (1878–1914), Flugpionier
- Emmy von Rhoden (1829–1885), Schriftstellerin
- Elly Schreiter (1908–1987), Grafikerin
- Heinz Schreiter (1908–1973), Grafiker
- Friedrich Siemens (1826–1904), Unternehmer
- Otto Sprengel (1852–1915), Chirurg
- Alfred Thiele (1904–1934), Widerstandskämpfer (Urne auf den Heidefriedhof überführt)